# Szczytniki (Goleniów)
Szczytniki [pronunciación en polaco: /ʂt͡ʂɨtˈniki/] (en alemán: Schnittriege) es un pueblo ubicado en el distrito administrativo de Gmina Nowogard, dentro del Condado de Goleniów, Voivodato de Pomerania Occidental, en el norte de Polonia occidental. Se encuentra aproximadamente a 13 kilómetros al norte de Nowogard, a 32 kilómetros al noreste de Goleniów, y a 53 kilómetros al noreste de la capital regional Szczecin.
Antes de 1945, el área fue parte de Alemania. Para la historia de la región, véase historia de Pomerania.